# Лицарська війна
Лицарська війна 1522 року, відома також як похід Зіккінгена на Трір — остання велика подія в історії лицарства в Німеччині.

## Передумови
Колись грізні, незалежні феодали-лицарі з плином часу втрачали свої права й переходили на положення залежного стану. Княжа влада в Німеччині швидко зростала, не зустрічаючи на своєму шляху крутих перепон, й поглинала окремі дрібні феодальні елементи. Велика частина земського лицарства окремих князівств потрапила вже у повну залежність від князів. Наставала черга імперського лицарства, яке все ще залишалось у безпосередніх стосунках з імператором. Імператорська влада була настільки слабкою, що не могла чинити опір княжим прагненням. У 1495 році, незважаючи на протидію Максиміліана I, на імперському рейхстазі у Вормсі було оголошено «загальний та довічний королівський земський мир», що забороняв, під страхом грошової пені у 2000 золотих марок та позбавлення усіх прав, міжусобиці та будь-які напади.
Наступного року було започатковано «імперський суд», який цілковито потрапив до рук князів. Для лицарів, що звикли вирішувати справу зброєю, не могло бути приємним встановлення подібного суду; до того ж покарання за порушення земського миру здебільшого падало на лицарство, оминаючи князів, як це сталось, наприклад, у справі герцога Ульріха Вюртембурзького. Ще більше обурили лицарство умови вибіркової капітуляції, запропонованої Карлу V: вони забороняли союзи лицарів й започатковували імперське правління за призначенням курфюрстів та округів, без участі депутатів від лицарства.
Обурення через посилення княжої влади, що прагнула поглинути лицарство, вилилось у прекрасному, сильному вірші Ульріха фон Гуттена. У «Скарзі вільних міст німецького народу», написаної з приводу відкриття, на час відсутності Карла V в Німеччині, імперського правління, Гуттен вигукує: «раніше, коли влада імператорська була сильною, бідний лицар міг привести князя, що завдав йому образи, до відповіді та суду… А кому скаржитись тепер?»
Особливо важким було становище лицарів в економічному плані. Головним джерелом існування лицарів була земля, але чимала її кількість потрапила до рук духовенства, внаслідок розповсюдженого звичаю робити внески в монастирі на вічний спомин душі: навіть майбутній очільник повстання, піднятого під гаслом «смерть ворогам євангелія — єпископам і попам», Франц фон Зіккінген, мав намір звести новий монастир та наділити його землею, й лише під впливом Гуттена відмовився від своїх намірів. Частина земель була захоплена князями; «якщо володіння якогось дворянина примикає до князівства, — скаржиться Гуттен, — та придатне для округлення його країни, то власника тягнуть до відповіді, і йому не допоможуть його грамоти з усіма печатками». Решта земель дробились внаслідок природного розмноження членів стану й не могли вже прокормити їх власників, особливо за цілковитого невміння вести хазяйство. Ціни на землі падали щодня, оскільки промисловість і торгівля давали кращі прибутки, ніж сільське господарство.
Під впливом цього економічного перевороту колишня простота замінялась розкішшю. Князі заводили пишні двори й витрачали на це великі суми; багате бюргерство не поступалось їм. Позначилось це й на лицарях. Гордість не дозволяла їм відставати якщо не від князів, то, принаймні, від бюргерства; але засобів, яких не вистачало й за колишнього простого, що мало відрізнявся від селянського, образу життя, тепер рішуче не вистачало. Лицарству доводилось забувати про своє презирство до міщанства й родичатись із ними шляхом шлюбів, щоб хоча б у такий спосіб поправити свої обставини. Але й тут їм доводилось частіше за все зустрічати відмови: бюргери розуміли причини раптової симпатії лицарства до їхнього стану й остерігались, що до їхніх дочок знатні чоловіки будуть ставитись не як до дружин, а як до служниць. Природно, що до колишнього презирства у лицарів долучилась ненависть до багатого, ситого міщанства.
Ще більше лицарі ненавиділи духовенство. Вільне, неробне життя духовних сановників, вкрай часто, до того ж, іноземців за походженням, їхня зверхність та незаслужена шанобливість сильно дратували голодних, ображених долею лицарів. За кожного зручного і незручного випадку вони вважали за свій обов’язок почистити їхні кишені, й навіть освічені лицарі не гидували цим видом прибутку. Глибоке невдоволення панувало й серед селянства, але обидва стани були надто далекими один від одного, щоб діяти солідарно.
Реформація не викликала лицарського повстання, але послугувала для нього прапором. З усіх членів лицарського стану більше за всіх вирізнявся у ті часи Франц фон Зіккінген. Людина бувала, енергійна, хоробра, багата, досить впливова серед членів свого стану, Зіккінген був відомий своєю ненавистю до князів, особливо духовних, й городян. Карл V дуже поважав його здібності, користувався ним як кондотьєром у війні з Францією й усіляко відзначав його. Національний рух проти католицизму не залишився чужим Зіккінгену, завдяки впливу його найближчого друга, Гуттена. Хоч усі розмови в діалогах, що останній вкладає у вуста Зіккінгена, настільки належать йому, наскільки Сократу — слова у діалогах Платона, однак, багато поступків Зіккінгена показують, що його торкнувся реформаційний рух.
Поки Зіккінген користувався довірою імператора, він був далеким від намірів вжити чогось рішучого та сміливого; він розраховував, що йому вдасться досягнути багато чого одними порадами. Але після невдалого походу до Франції з найманим військом Зіккінген втратив прихильність імператора. Сподіватись можна було лише на власну силу.

## Підготовка до активних дій
В серпні 1522 року Зіккінген влаштував у Ландау зібрання імперських лицарів. Настрої на з’їзді були вкрай збудженими. Скаржились на пристрасті й повільність імперського правління та верховного суду, на утиски та образи з боку сусідніх князів та єпископів, на духовенство; багато хто бажав реформації і протестував проти постанови вормського рейхстагу. Всіма, хто прибув було укладено союз і 13 серпня 1522 року підписано «братську угоду»; ті, хто не потрапив на з’їзд, могли написати свої імена на особливих аркушах, надісланих з цією метою усією імперією.
Мета угоди не зовсім зрозуміла. Вона прагнула, вочевидь, зробити лицарський стан незалежним від князів, звільнити його членів від усілякої сторонньої судової влади. Всі сварки між лицарями, що долучились до союзу, мали вирішуватись лицарським третейським судом, без подальшої апеляції; скарги з боку інших станів на членів союзу могли бути подані лише лицарям; всі лицарі мали допомагати тому члену союзу, на якого нападав супротивник, незважаючи на пропозицію першого звернутись до третейського суду; навпаки, тому, хто відмовився від такого розв’язання справи, заборонялось надавати будь-яку допомогу. Виняток робився лише для княжих лицарів; їм було дозволено брати участь у суперечках між князями, містами тощо, але за умови щадити майно членів союзу й після завершення війни знову вступати до союзу і підкорятись його постановам. В союз допускались не тільки лицарі, але й князі, міста; одним лишень духовникам доступ туди було закрито.
Важко сказати напевне, проти кого саме було укладено цей союз; безсумнівно тільки, що він був ворожо налаштований до духовенства й був не надто прихильним до князів. Вирішено було збиратись щороку на загальні збори; відсутні члени мали підкорятись ухваленим рішенням. Союз було укладено на 6 років; для ведення справ було обрано комітет із 12 лицарів, за числом областей; його головою призначили Зіккінгена. Він став виправляти укріплення своїх замків, постачати припаси. Це дало деяким історикам право припускати, що наступний похід Зіккінгена на Трір пов’язаний із ландауським з’їздом і що в договорі були таємні статті, невідомі нам. Інші, навпаки, думають, що трірський похід було здійснено за особистою ініціативою Зіккінгена, на власний страх та розсуд, и що неможна змішувати його плани з планами лицарів.
У будь-якому разі, воєнні приготування, розпочаті ще до формального укладення союзу, йшли дуже швидко. Пішли чутки, що Зіккінген, який все ще числився головнокомандувачем імператора, набирає військо за дорученням останнього, для війни з Францією. Зіккінген, звичайно, охоче підтримував ці чутки. Внаслідок цього, під його знамена швидко зібралось велике військо. Він заявив, що його похід не має на меті збільшення власної могутності, а вжитий проти ворогів Євангелія — єпископів та попів; він називав також своє ополчення лицарями хреста проти ворогів Євангелія.
Похід Зіккінгена був спрямований проти трірського курфюрста та архієпископа, Ріхарда фон Грейффенклау-Фольратс. Чому Зіккінген обрав саме його, легко пояснюється тим, що трірський курфюрст був слабшим за інших, й притому Зіккінген, незважаючи на спорідненість із ним, був жорстоко ним ображений: на аугсбурзькому рейхстазі 1518 року ніхто не засуджував так різко Зіккінгена за здійснений ним похід на Гессен.
Трірський курфюрст був архієпископом, тобто духовним князем, таким ненависним для лицарства; «він сильніше за всіх, за людським розумінням, зачиняв браму слову Божому», як висловлювались про нього сучасники. Нарешті, Зіккінген сподівався, що курфюрста можна застати зненацька і що його власні піддані у великій кількості перейдуть на бік нападників, оскільки зазвичай у єпископських містах частина городян була проти духовного правління, а чисельність цієї партії мала ще посилитись завдяки реформації. Сусіди — думав Зіккінген, — не допоможуть трірському курфюрсту: пфальцький курфюрст перебував із Зіккінгеном у добрих стосунках й можна було очікувати, що він збереже, принаймні, нейтралітет; втручання хитрого Альбрехта Майнцького можна було не остерігатись, а кельнський архієпископ Герман фон Від був кабінетним вченим, що не втручався до мирських справ. Імператор був відсутнім, причому можна було бути впевненим, що він не захоче надавати допомогу прибічнику й агенту французького короля. Таким чином, вочевидь, все сприяло планові Зіккінгена, і він розраховував покінчити із Тріром раніше, ніж встигне прибути до нього на допомогу особистий ворог Зіккінгена, Філіп, ландграф гессенський.

## Активна фаза війни
Причину для війни незабаром було знайдено. Дехто Герхард Бернер, якого багато з історичних джерел йменують просто розбійником, захопив двох трірських підданих і тримав їх у себе в полоні, Зіккінген викупив їх на їх же прохання та узяв з них слово, що викупну ціну, 5150 рейнських гульденів, вони негайно виплатять; інакше вони, за звичаями того часу, мали віддати себе до рук Зіккінгена. Але ті й не думали тримати своє слово; повернувшись додому, вони звернулись за вирішенням справи до імперського уряду, посилаючись на те, що обіцянка уплатити викуп була дана під примусом. Справу було вирішено на їхню користь, а на скаргу Зіккінгена трірському курфюрсту останній відповів, що не бажає порушувати вироку імперського уряду.
Зіккінген тільки на це й чекав: він тут же оголосив курфюрсту війну. Останній звернувся за допомогою до сусідніх князів та імперського уряду. Курфюрст майнцький спочатку рішуче відмовив, посилаючись на неакуратність васалів і на складність чи неможливість дістати найманих солдат. Його піддані сприяли Зіккінгену; багато з них навіть вступили до лав зіккінгенівських військ. Лише потім, коли імперський уряд рішуче вимагав від Альбрехта надати допомогу Тріру, він запропонував сусіду 200 кінних та піших солдат, що знаходились у розпорядженні швабського союзу.
Імперський уряд, як тільки йому стало відомо про похід Зіккінгена на Трір, наказав Зіккінгену відмовитись від своїх задумів, під страхом вигнання та пені у 2000 золотих марок. Проте Зіккінген не послухався указу, що застав його вже у Трірських володіннях. Послам уряду він порадив бути скромнішими, пам’ятати, що Зіккінген такий самий слуга імператора, як і панове, що засідають в уряді, та що він чинить не проти імператора, а скоріше в його інтересах: якщо йому вдасться його задум, він приготує імператору стільки земель і грошей, скільки той не знайде й поза Німеччиною; стосовно пропозиції передати справу на рішення верховного суду, то він його не потребує — війська, які його оточують, є прекрасним судом. Також мало подіяли слова імперського уряду й на ополчення Зіккінгена. Війна тривала.
Зіккінген вирушив на Трір, оминаючи добре укріплений Саарбрюккен. Курфюрст став укріплювати Трір, очікуючи на обіцяну допомогу з Гессену та Пфальца. Тут тільки Зіккінген упевнився, що помилився у своїх поглядах на Ричарда: архієпископ за званням виявився в душі таким самим солдатом, як і войовничий папа Юлій II. Помилився Зіккінген й у розрахунку, що звідусіль будуть стікатись німці до його війська. Багато лицарів, члени Ландауського союзу, не явились до нього на допомогу. У Зіккінгена було близько 15 000 солдат, з яких не більше 5000 кінних, коли він узяв в облогу Трір.
Облога Тріра була невдалою. Курфюрст зумів надихнути своє військо й не хотів і чути про здачу міста чи про виплату воєнної винагороди у 200 000 гульденів золотом, що його вимагав Зіккінген. Нічого не домоглись й посли кельнського курфюрста, що намагались примирити ворогів. Після п’яти штурмів Зіккінген мав відступити, оскільки у нього не вистачило бойових снарядів, а допоміжний загін, який вів йому на допомогу Микола фон Мінквітц із Брауншвейга, був відрізаний Філіпом Гессенським, що завадило й іншим приєднатись до нього.
Під час відступу Зіккінген наказував спалювати монастирі й церкви. У своєму заклику на початку походу він переконував солдат вести війну людяно, але, як стверджували князі, не виконав своєї обіцянки та все спустошив на своєму шляху. Зіккінген сховався у своїх замках. Проти нього склали сильне ополчення Трір, Пфальц і Гессен. Імператора переймали справи поза Німеччиною; він не втручався до цього конфлікту.
Спочатку князі зайнялись переслідуванням помічників та родичів Зіккінгена. Вони взяли Кронберг, вигнали Фрівіна фон Гуттена (родича Ульріха) з його володінь, на майнцького курфюрста наклали пеню у 25 000 гульденів, на зятя його Флерсгейма — у 1000 гульденів.
Так пройшла осінь і зима. Зіккінген, зі свого боку, розсилав листи й посланців всією Німеччиною, прохаючи лицарів прийти до нього на допомогу. Бажаючи виграти час, Зіккінген запропонував князям укласти перемир’я, але останні не погодились на це, як не погодились раніше прийняти посередництво імперського уряду. Після Пасхи вони з’єднались під Крейцнахом і направились проти замку Ландштуль, де знаходився Зіккінген. Останній не побажав залишити замок, незважаючи на поради друзів. Облога тривала недовго. Незважаючи на геройську мужність зіккінгенівських військ, довелось здати замок після того, як Зіккінгена було смертельно поранено. Князі трірський і гессенський стали докоряти Зіккінгену, але їх зупинив пфальцграф Людвіг. «Справа не у мені, — сказав умираючий, — не заради моїх інтересів було почато війну». Того ж дня, 7 травня 1523 року, Зіккінген помер.
Упродовж місяця після смерті Зіккінгена всі його замки були завойовані й могутність лицаря, створена з такими зусиллями, була знищена. Перемога була повною, і князі широко нею скористались. Лицарі мріяли посилити владу імператора, зменшити могутність князів, що зростали, звести їх на ступінь рівних собі. Багато імператорів мали ту саму мету. Сам Карл V прагнув до примирення князів та возвеличення власної влади, але виявився недалекоглядним: він не зрозумів значення Зіккінгенського походу, як не зрозумів і справи Лютера.
Підтримки з боку селян й міст, якої так жадав Ульріх фон Гуттен, Зіккінген не отримав: міста не мали довіри до лицарів, не вірили й самому Зіккінгену, оскільки він не раз їх грабував. Лицарська війна 1523 року була чисто становим рухом; хоча серед лицарів й виникла думка про єдність з іншими станами, але останнє було нездійсненним за тодішнього строю суспільства. Ідеал лицарів був узятий зі старовинних пісень: могутній імператор, оточений рівними у правах васалами. Лицарська війна було спробою феодальної реакції проти княжого монархізму, під новим гаслом. Вона потягнула за собою політичну смерть одного з важливих станів феодальної держави, позбавила імператора значної підтримки, посилила владу князів й багатьох відштовхнула від реформації. Лицарська війна дала поштовх селянській війні, показала селянам наглядно, як можна досягати покращення своєї долі. Падіння лицарства позначилось і на способі ведення війн: якщо вже на початку XVI століття в Німеччині колишні ополчення васалів замінялись частково найманими військами, то після 1523 року цей процес пішов прискореним кроком.